# Эртль-Ренц, Мартина
Мартина Эртль-Ренц (нем. Martina Ertl-Renz, род. 12 сентября 1973 года, Бад-Тёльц) — немецкая горнолыжница, выступавшая за сборную Германии с 1991 по 2006 год. Участница пяти зимних Олимпиад (1992—2006), обладательница трёх олимпийских наград: серебряной в Лиллехаммере за гигантский слалом, серебряной в Нагано и бронзовой в Солт-Лейк-Сити (обе за комбинацию). В 1996 и 1998 годах выиграла зачёт гигантского слалома в Кубке мира.
Эртль, родившаяся в Верхней Баварии, начала заниматься лыжами в возрасте 2,5 лет, а в восемнадцать уже соревновалась на чемпионате мира среди юниоров в Хемседале, с ходу выиграв серебро в гигантском слаломе и бронзу в комбинации. С тех пор спортсменка победила на двух взрослых чемпионатах мира и дважды оказывалась третьей, в её послужном списке 430 стартов в Кубка мира, 14 из которых Эртль выиграла (в том числе 10 — в гигантском слаломе). Была одной из первых клиенток известного итальянского агента Андреаса Голлера.
На Олимпийских играх кроме трёх медалей Эртль ещё пять раз попадала в пятёрку лучших (4-е место в скоростном спуске и 5-е место в комбинации в 1994 году, 4-е место в слаломе и 4-е место в гигантском слаломе в 1998 году, 5-е место в слаломе в 2002 году). Таким образом, Эртль на Олимпийских играх была как минимум четвёртой в 4 из 5 видов программы. Восемь попаданий в топ-5 на Олимпийских играх — один из лучших результатов среди всех горнолыжников. В супергиганте лучшим достижением Эртль было седьмое место в 1998 году.
Закончила карьеру в возрасте 32 лет сразу после Олимпиады в Турине, объявив об этом на пресс-конференции 18 марта 2006 года. С июня 2005 года замужем за немецким триатлонистом Свеном Ренцем, имеет от него двоих детей (мальчика и девочку). Вне спорта была офицером полиции и по окончании карьеры вернулась к службе.
Старшая сестра немецкого горнолыжника Андреаса Эртля (род. 1975), вместе с которым выиграла золото в командных соревнованиях на чемпионате мира 2005 года.

## Результаты на зимних Олимпийских играх
| Олимпийские игры    | Скоростной спуск | Супергигант | Гигантский слалом | Слалом | Комбинация |
| ------------------- | ---------------- | ----------- | ----------------- | ------ | ---------- |
| 1992 Альбервиль     | —                | —           | —                 | 15     | —          |
| 1994 Лиллехаммер    | 4                | —           | 2                 | 14     | 5          |
| 1998 Нагано         | —                | 7           | 4                 | 4      | 2          |
| 2002 Солт-Лейк-Сити | —                | 11          | DNF1              | 5      | 3          |
| 2006 Турин          | —                | 16          | 15                | DNF1   | 7          |